# 2001 год в спорте
Список 2001 год в спорте перечисляет спортивные события, произошедшие в 2001 году.

## Изменения в правилах

### Настольный теннис
В 2001 году, впервые за продолжительное время, были внесены существенные изменения в правила настольного тенниса. Число очков, которое требуется набрать для победы в партии, изменили с 21 на 11, а смена стороны подачи стала происходить не после 5 розыгрышей, а после 2. Также в связи с этим на крупнейших мировых соревнованиях было увеличено количество партий в матче с 5 до 7. Впервые по этим новым правилам был проведён чемпионат мира 2001 года в Осаке.

## Международные события
- Зимняя Универсиада 2001;
- Летняя Универсиада 2001;
- Кубок мира по биатлону 2000/2001;
- Кубок мира по биатлону 2001/2002;
- Чемпионат Азии по международным шашкам среди мужчин 2001;
- Средиземноморские игры 2001;

### Чемпионаты Европы
- Чемпионат Европы по бейсболу 2001;
- Чемпионат Европы по биатлону 2001;
- Чемпионат Европы по конькобежному спорту 2001;
- Чемпионат Европы по мини-футболу 2001;
- Чемпионат Европы по фигурному катанию 2001;

### Чемпионаты мира
- Чемпионат мира по академической гребле 2001;
- Чемпионат мира по бадминтону 2001;
- Чемпионат мира по борьбе 2001;
- Чемпионат мира по гандболу среди женщин 2001;
- Чемпионат мира по конькобежному спорту в классическом многоборье 2001;
- Чемпионат мира по лыжным видам спорта 2001;
- Чемпионат мира по международным шашкам среди женщин 2001;
- Чемпионат мира по международным шашкам среди мужчин 2001;
- Чемпионат мира по настольному теннису 2001;
- Чемпионат мира по пляжному футболу 2001;
- Чемпионат мира по сноуборду 2001;
- Чемпионат мира по фигурному катанию 2001;
- Чемпионат мира по фигурному катанию среди юниоров 2001;
- Чемпионат мира по фристайлу 2001;
- Чемпионат мира по хоккею с мячом 2001;
- Чемпионат мира по художественной гимнастике 2001;

### Баскетбол
- ВНБА в сезоне 2001;
- Драфт НБА 2001 года;
- Евролига 2000/2001;
- Евролига 2001/2002;
- НБА в сезоне 2000/2001;
- НБА в сезоне 2001/2002;
- Переезд «Ванкувер Гриззлис» в Мемфис;
- Суперлига Б 2000/2001;
- Суперлига Б 2001/2002;
- Супролига ФИБА;
- Супролига ФИБА 2000/2001;
- Чемпионат Европы по баскетболу 2001;
- Чемпионат Европы по баскетболу среди женщин 2001;
- Чемпионат Испании по баскетболу 2000/2001;
- Чемпионат Испании по баскетболу 2001/2002;
- Чемпионат мира по баскетболу среди ветеранов 2001;
- Созданы клубы:
  - «Камит-Университет»;
  - «Остин Торос»;
  - «Сан-Себастьян»;
  - «Химик»;

### Биатлон
- Общий зачёт Кубка мира по биатлону 2000/2001;
- Общий зачёт Кубка мира по биатлону 2001/2002;
- Чемпионат Европы по биатлону 2001;
- Чемпионат мира по биатлону 2001;

### Волейбол
- Всемирный Кубок чемпионов по волейболу среди женщин 2001;
- Всемирный Кубок чемпионов по волейболу среди мужчин 2001;
- Женская Лига чемпионов ЕКВ 2000/2001;
- Женская Лига чемпионов ЕКВ 2001/2002;
- Кубок Америки по волейболу 2001;
- Мировая лига 2001;
- Мировой Гран-при по волейболу 2001;
- Мировой Гран-при по волейболу 2001 (квалификация);
- Чемпионат Азии по волейболу среди женщин 2001;
- Чемпионат Азии по волейболу среди мужчин 2001;
- Чемпионат Африки по волейболу среди женщин 2001;
- Чемпионат Африки по волейболу среди мужчин 2001;
- Чемпионат Европы по волейболу среди женщин 2001;
- Чемпионат Европы по волейболу среди женщин 2001 (квалификация);
- Чемпионат Европы по волейболу среди мужчин 2001;
- Чемпионат Европы по волейболу среди мужчин 2001 (квалификация);
- Чемпионат мира по волейболу среди женщин 2002 (квалификация);
- Чемпионат мира по волейболу среди мужчин 2002 (квалификация);
- Чемпионат Северной, Центральной Америки и Карибского бассейна по волейболу среди женщин 2001;
- Чемпионат Северной, Центральной Америки и Карибского бассейна по волейболу среди мужчин 2001;
- Чемпионат Украины по волейболу среди женщин 2000/2001;
- Чемпионат Украины по волейболу среди женщин 2001/2002;
- Чемпионат Украины по волейболу среди мужчин 2000/2001;
- Чемпионат Украины по волейболу среди мужчин 2001/2002;
- Чемпионат Южной Америки по волейболу среди женщин 2001;
- Чемпионат Южной Америки по волейболу среди мужчин 2001;

### Лёгкая атлетика
- Бег на 100 метров (мужчины);
- Бег 1500 метров (мужчины);
- Бег на 10 000 метров (женщины);
- Бег на 10 000 метров (мужчины);
- Бег на 200 метров (мужчины);
- Бег на 3000 метров с препятствиями (мужчины);
- Бег на 400 метров (мужчины);
- Бег на 5000 метров (женщины);
- Бег на 5000 метров (мужчины);
- Бег на 800 метров (мужчины);
- Метание диска (мужчины);
- Метание копья (мужчины);
- Прыжки в высоту (мужчины);
- Прыжки в длину (женщины);
- Прыжки в длину (мужчины);
- Прыжки с шестом (мужчины);
- Толкание ядра (мужчины);
- Тройной прыжок (мужчины);

### Моторные виды спорта
- V8Star в сезоне 2001;
- Open Telefonica by Nissan 2001;
- Ралли Лондон — Сидней;
- Сезон 2001 Евро Формулы-3000;
- Формула-1 в сезоне 2001;
  - Гран-при Австралии 2001 года;
  - Гран-при Австрии 2001 года;
  - Гран-при Бельгии 2001 года;
  - Гран-при Бразилии 2001 года;
  - Гран-при Великобритании 2001 года;
  - Гран-при Венгрии 2001 года;
  - Гран-при Германии 2001 года;
  - Гран-при Европы 2001 года;
  - Гран-при Испании 2001 года;
  - Гран-при Италии 2001 года;
  - Гран-при Канады 2001 года;
  - Гран-при Малайзии 2001 года;
  - Гран-при Монако 2001 года;
  - Гран-при Сан-Марино 2001 года;
  - Гран-при США 2001 года;
  - Гран-при Франции 2001 года;
  - Гран-при Японии 2001 года;

### Настольный теннис
- Чемпионат мира по настольному теннису 2001

### Снукер
- British Open 2001;
- Champions Cup 2001;
- European Open 2001;
- Irish Masters 2001;
- Malta Grand Prix 2001;
- Scottish Masters 2001;
- Thailand Masters 2001;
- Гран-при 2001;
- Кубок наций 2001;
- Мастерс 2001;
- Открытый чемпионат Уэльса по снукеру 2001;
- Открытый чемпионат Шотландии по снукеру 2001;
- Официальный рейтинг снукеристов на сезон 2000/2001;
- Официальный рейтинг снукеристов на сезон 2001/2002;
- Премьер-лига 2001 (снукер);
- Снукерный сезон 2000/2001;
- Снукерный сезон 2001/2002;
- Чемпионат Великобритании по снукеру 2001;
- Чемпионат Европы по снукеру 2001;
- Чемпионат мира по снукеру 2001;

### Теннис
- ASB Bank Classic 2001;
- Generali Ladies Linz 2001;
- Sparkassen Cup 2001;
- Thalgo Australian Women's Hardcourts 2001;
- Кубок Кремля 2001;
  - Кубок Кремля 2001 в женском одиночном разряде;
  - Кубок Кремля 2001 в женском парном разряде;
  - Кубок Кремля 2001 в мужском одиночном разряде;
  - Кубок Кремля 2001 в мужском парном разряде;
- Открытый чемпионат Германии по теннису среди женщин 2001;
  - Открытый чемпионат Германии по теннису среди женщин 2001 в одиночном разряде;
  - Открытый чемпионат Германии по теннису среди женщин 2001 в парном разряде;

### Футбол
- Кубок Либертадорес 2001;
- Кубок Мерконорте 2001;
- Кубок Меркосур 2001;
- Кубок Наследного принца Катара 2001;
- Кубок УЕФА 2000/2001;
- Кубок УЕФА 2001/2002;
- Финал Кубка УЕФА 2001;
- ФК БАТЭ в сезоне 2001;
- Созданы клубы:
  - «Адлийя»;
  - «Албертс»;
  - «Алмере Сити»;
  - «Альмерия Б»;
  - «Альтамира»;
  - «Аракс» (Арарат);
  - «Бар»;
  - «Газовик-ХГД»;
  - «Галичина» (Львов);
  - «Гифу»;
  - «Даугава» (Даугавпилс);
  - «Еднисть»;
  - «Еднисть-2»;
  - «Екабпилс»;
  - «Зюлте-Варегем»;
  - «Коростень»;
  - «Круоя»;
  - «Куяба»;
  - «Кьюрпайп Старлайт»;
  - «Мика-2»;
  - «Нафком»;
  - ОДЕК;
  - «Олимпик» (Донецк);
  - «Отопени»;
  - «Пюник-2»;
  - «Рава»;
  - РАФ;
  - «Университет Улан-Батора»;
  - «Унион Атлетико Маракайбо»;
  - «Черногора»;
  - «Электрон» (Ивано-Франковск);
  - «Энгордани»;
- Расформированы клубы:
  - «Адомс» (Кременчуг);
  - «Гуандун Хунъюань»;
  - «Львов»;
  - «Майами Фьюжн»;
  - «Малатия»;
  - «Наша Кампания»;
  - «Резекне»;
  - «Тампа Бэй Мьютини»;
  - «Тяньцзинь Лифэй»;
- Созданы мини-футбольные клубы:
  - «Бенфика»;
  - «Пари Метрополь Футзал»;
  - «Тулпар»;
  - «Энергия»;

### Хоккей с шайбой
- Драфт НХЛ 2001;
- Израильская хоккейная лига в сезоне 2001/2002;
- Исландская хоккейная лига 2000/2001;
- Исландская хоккейная лига 2001/2002;
- Кубок Шпенглера 2001;
- Матч всех звёзд НХЛ 2001;
- НХЛ в сезоне 2000/2001;
- НХЛ в сезоне 2001/2002;
- Чемпионат мира по хоккею с шайбой 2001;
- Чемпионат мира по хоккею с шайбой 2001 (женщины);
- Чемпионат мира по хоккею с шайбой среди молодёжных команд 2001;
- Созданы клубы:
  - «Бриджпорт Саунд Тайгерс»;
  - «Данди Старс»;
  - «Донбасс»;
  - «Земгале»;
  - «Манчестер Монаркс»;
  - «Ришон Дэвилз»;

### Шахматы
- Чемпионат Израиля по шахматам 2001;

## Россия
- Командный чемпионат России по спидвею 2001;
- Первенство России по хоккею с мячом среди команд первой лиги 2000/2001;
- Чемпионат России по конькобежному спорту в классическом многоборье 2001;
- Чемпионат России по лёгкой атлетике 2001;
- Чемпионат России по фигурному катанию на коньках 2001;
- Чемпионат России по хоккею с мячом 2000/2001;
- Чемпионат России по шахматам 2001;

### Баскетбол
- Чемпионат России по баскетболу 2000/2001;
- Чемпионат России по баскетболу 2001/2002;
- Чемпионат России по баскетболу среди женщин 2000/2001;
- Чемпионат России по баскетболу среди женщин 2001/2002;
- Создан клуб «Евраз»;

### Волейбол
- Кубок России по волейболу среди женщин 2001;
- Кубок России по волейболу среди мужчин 2001;
- Чемпионат России по волейболу среди женщин 2000/2001;
- Чемпионат России по волейболу среди женщин 2001/2002;
- Чемпионат России по волейболу среди мужчин 2000/2001;
- Чемпионат России по волейболу среди мужчин 2001/2002;

### Футбол
- Матчи женской сборной России по футболу 2001;
- Первая лига ПФЛ 2001;
- Вторая лига ПФЛ 2001;
- Третья лига ПФЛ 2001;
- Кубок России по футболу 2000/2001;
- Кубок России по футболу 2001/2002;
- Чемпионат России по футболу 2001;
- Клубы в сезоне 2001 года:
  - ФК «Амкар» в сезоне 2001;
  - ФК «Анжи» в сезоне 2001;
  - ФК «Крылья Советов» Самара в сезоне 2001;
  - ФК «Спартак» Москва в сезоне 2001;
  - ФК «Ротор» в сезоне 2001;
  - ФК «Торпедо» Москва в сезоне 2001;
- Созданы клубы:
  - «Апатит»;
  - БСК (Спирово);
  - «Зенит-2»;
  - «Петротрест»;
  - «Реутов»;
- Создан женский клуб «Надежда» (Ногинск);
- Расформирован клуб «Оазис»;
- Созданы мини-футбольные клубы:
  - БГПУ;
  - «КГУ-Зауралье»;

### Хоккей с мячом
- Первенство России по хоккею с мячом среди команд первой лиги 2000/2001;
- Первенство России по хоккею с мячом среди команд первой лиги 2001/2002;
- Чемпионат России по хоккею с мячом 2000/2001;
- Чемпионат России по хоккею с мячом 2001/2002;

### Хоккей с шайбой
- Чемпионат России по хоккею с шайбой 2000/2001;
- Чемпионат России по хоккею с шайбой 2001/2002;
- Чемпионат России по хоккею с шайбой среди женщин 2000/2001;
- Чемпионат России по хоккею с шайбой среди женщин 2001/2002;